# تورسي
تورسي (بالإيطالية: Tursi)‏ هي بلدية في مقاطعة ماتيرا في إقليم بازيليكاتا الإيطالي.

## السكان
في سنة 1861 بلغ عدد السكان 3٬344 نسمة، وتطور العدد ليصل في سنة 2011 لـ 5٬151 نسمة.
يظهر هذا المخطط البياني تطور النمو السكاني لـ تورسي

## توأمة
لتورسي اتفاقيات توأمة مع كل من:
- جنوة
- فالمونتون